# Бойня в День святого Валентина
Бойня в День святого Валентина (англ. St. Valentine's Day massacre) — название, которое получила расправа итальянских мафиози из группировки Аль Капоне с членами конкурирующей ирландской группировки Багса Морана, в результате которой было застрелено семь человек. Произошла в Чикаго 14 февраля 1929 года, во время действия «сухого закона» в США.

## Ход событий
В четверг 14 февраля, в День святого Валентина, внутри склада, замаскированного под гараж, неподалёку от парка Линкольна на севере Чикаго было обнаружено семь трупов, лежавших в ряд у стены: ближайший подручный Морана Альберт Качеллек, также известный как «Джеймс Кларк», Фрэнк и Питер Гузенберги, Джонни Мэй, Адам Хейер, Эл «Горилла» Вейншанк и доктор Рейнхард Швиммер. Все убитые (за исключением Швиммера) при жизни входили в состав банды Багса Морана и были застрелены членами семьи Аль Капоне. Сам Аль Капоне, позаботившись об алиби, пребывал в это время на отдыхе во Флориде.
Преступление было спланировано с целью устранения Багса Морана, главного конкурента и противника Аль Капоне. Причина их вражды заключалась в том, что оба они занимались бутлегерством (незаконным ввозом и сбытом спиртных напитков) и хотели единолично контролировать этот бизнес в Чикаго. План преступления с одобрения Аль Капоне разработал один из его подручных, Джек МакГурн (настоящее имя Винченцо Джибальди) по прозвищу «Пулемёт». Кроме того, подобным образом он хотел отомстить за неудавшееся покушение на его жизнь, которое месяцем ранее совершили Фрэнк и Питер Гузенберги, пытавшиеся убить его в телефонной будке. МакГурн сформировал команду из шести человек и поставил во главе Фрэнка Бёрка. Сам он, равно как и его босс, не присутствовал лично на операции и провел этот день в компании подруги Луизы Рольф, сняв номер в отеле и обеспечив тем самым своё алиби.
Бёрк и его группа назначили встречу банде Морана на складе на Норт-Кларк-стрит под предлогом сбыта контрабандного виски. Доставка товара якобы должна была быть осуществлена в половину одиннадцатого утра в четверг 14 февраля. Когда люди Морана зашли внутрь, группа Бёрка подъехала к складу на угнанном полицейском автомобиле. Так как двое бандитов были одеты в полицейскую форму, люди Морана приняли их за представителей закона и, подчинившись приказу, выстроились в ряд у стены. После того, как их обезоружили, двое из группы Бёрка открыли по бутлегерам огонь из автоматов. Шестеро были убиты на месте, за исключением Фрэнка Гузенберга, который на момент прибытия полиции был жив и прожил ещё около трёх часов.
Следуя плану МакГурна, двое фальшивых полицейских вывели своих сообщников со склада с поднятыми руками — чтобы со стороны происходящее казалось обычным арестом — и уехали. Их расчёт оправдался. Как показала потом свидетельница Альфонсина Морин, она не усмотрела в этом ничего подозрительного. Тем не менее основная цель, ради которой и было спланировано преступление, не была достигнута — Багс Моран опоздал на встречу и, увидев припаркованный у склада полицейский автомобиль, скрылся.
На звуки выстрелов собралась толпа, а затем приехала настоящая полиция. Когда сержант Свини спросил у умирающего Фрэнка Гузенберга (впоследствии было установлено, что он получил 22 пулевых ранения), кто стрелял в него, он ответил, что никто, и вскоре скончался, так и не раскрыв имена преступников. Это происшествие получило широкую огласку. Но, несмотря на то, что причастность Аль Капоне была очевидна, ему и МакГурну не удалось предъявить обвинение, так как оба они имели железное алиби. МакГурн к тому же вскоре женился на Рольф — в прессе её прозвали «белокурое алиби» (англ. Blond Alibi), — поэтому она получила возможность не свидетельствовать против мужа.

## В массовой культуре
- Фильм 1932 года «Лицо со шрамом», отдалённо основанный на деятельности Аль Капоне, содержит в числе прочих эпизод с бойней в день святого Валентина. Аналог Багса Морана, криминальный авторитет Гаффни (в исполнении Бориса Карлоффа) опоздал на встречу, заметил у гаража полицейскую машину и предпочёл не показываться, в результате чего остался жив.
- Фильм «Та самая женщина» 1937 года. Бетт Дэвис играет якобы вдову одного из застреленных тогда гангстеров. Принесла цветы на его могилу.
- Сюжетная завязка фильма «В джазе только девушки» (1959 год) — расстрел, который своими обстоятельствами тоже имеет сходство с бойней в день святого Валентина.
- В 1968 году был снят фильм по мотивам этого преступления — «Бойня в День святого Валентина». Аль Капоне, «Багса» Морана и «Пулемёта» МакГурна сыграли соответственно Джейсон Робардс, Ральф Микер и Клинт Ричи. Одну из ролей, убийцу по имени Гино, сыграл известный (тогда ещё начинающий) киноактёр Джек Николсон.
- В 1980 году на звукозаписывающей студии «Bronze records» в Великобритании вышел совместный сингл групп Motörhead и Girlschool под названием «St. Valentine’s Day Massacre».
- Название «Бойня в День святого Валентина» получила шестая и финальная схватка между боксёрами Шугаром Реем Робинсоном и Джейком Ламотта, которая состоялась 14 февраля 1951 года.
- Похожая ситуация обыгрывается в компьютерной игре Mafia 2, где переодетые в одежду сотрудников полиции Эмпайр-Бэй бойцы неизвестной семьи учинили погром на замаскированной под рыбный завод наркофабрике.
- Одно из первых обновлений в компьютерной игре Grand Theft Auto Online носило название «Бойня в день святого Валентина».
- PPV-шоу американского рестлинг-промоушна World Wrestling Federation, прошедшее 14 февраля 1999 года, носит название St. Valentine's Day Massacre: In Your House.